# クルークリット・タウィーカム
クルークリット・タウィーカム（タイ語: เกริกฤทธิ์ ทวีกาญจน์、1990年11月19日 - ）は、タイ王国のサッカー選手。タイ王国代表。ポジションはMF。

## クラブ歴
2008年にシーラーチャーFCに加入。その後2012年にチョンブリーFCに移籍した。チョンブリーFC在籍中の2012年にはイーサーン・ユナイテッドFCに、2013年から2014年にかけてはシンタールアFCにレンタル移籍した。

## 代表歴
U-23代表として東南アジア競技大会に2009年から2013年までの3大会に連続参加した。U-23代表としての初出場となったのは中国U-23代表との親善試合であった。その後2014年アジア競技大会に参加した。U-23代表での初得点は2014年11月9日に行われたフィリピン代表との親善試合であった。
A代表としては2014 AFFスズキカップに参加し優勝メンバーの一員となった。この大会では準決勝でフィリピン代表相手に2点を叩きこみ3-0の勝利に貢献した他、決勝戦第1試合でもマレーシア代表相手に1点を入れて優勝に貢献した。
2015年5月には2018 FIFAワールドカップ・アジア2次予選のベトナム代表戦のメンバーとして招集された。

## 個人成績

### 代表
2016年4月3日現在
| 年           | 出場 | 得点 |
| ------------ | ---- | ---- |
| タイ王国代表 |      |      |
| 2013         | 1    | 0    |
| 2014         | 10   | 4    |
| 2015         | 11   | 1    |
| 2016         | 2    | 0    |
| 計           | 24   | 5    |

代表での得点一覧
| #        | 日附           | 場所                                           | 対戦相手        | 得点     | 結果     | 大会                                   |
| U-19代表 | U-19代表       | U-19代表                                       | U-19代表        | U-19代表 | U-19代表 | U-19代表                               |
| -------- | -------------- | ---------------------------------------------- | --------------- | -------- | -------- | -------------------------------------- |
| 1.       | 2007年8月4日   | ホーチミン市タンロン・スポーツ・コンプレックス | カンボジア      | 6-0      | 7-0      | AFF U-20ユース選手権2007               |
| 2.       | 2008年8月6日   | バンコク・ラジャマンガラ・スタジアム           | 中華人民共和国  | 2–0      | 3–0      | AFF U-19ユース選手権2008               |
| U-23代表 |                |                                                |                 |          |          |                                        |
| 1.       | 2011年11月11日 | ジャカルタ・ゲロラ・ブン・カルノ・スタジアム   | カンボジア      | 4-0      | 4–0      | 2011年東南アジア競技大会               |
| 2.       | 2014年8月31日  | プーケット                                     | ミャンマー U-19 | 4-1      | 8-1      | 親善試合                               |
| 3.       | 2014年9月18日  | 京畿道高陽市高陽総合運動場                     | 東ティモール    | 2-0      | 3-0      | 2014年アジア競技大会                   |
| 4.       | 2014年9月22日  | 仁川広域市仁川サッカー競技場                   | インドネシア    | 4-0      | 6-0      | 2014年アジア競技大会                   |
| 5.       | 2014年9月28日  | 仁川広域市仁川サッカー競技場                   | ヨルダン        | 2-0      | 2-0      | 2014年アジア競技大会                   |
| A代表    |                |                                                |                 |          |          |                                        |
| 1.       | 2014年11月9日  | ナコーンラーチャシーマー・80周年スタジアム     | フィリピン      | 3–0      | 3-0      | 親善試合                               |
| 2.       | 2014年12月10日 | バンコク・ラジャマンガラ・スタジアム           | フィリピン      | 2–0      | 3–0      | 2014 AFFスズキカップ                   |
| 3.       | 2014年12月10日 | バンコク・ラジャマンガラ・スタジアム           | フィリピン      | 3–0      | 3–0      | 2014 AFFスズキカップ                   |
| 4.       | 2014年12月17日 | バンコク・ラジャマンガラ・スタジアム           | マレーシア      | 2–0      | 2-0      | 2014 AFFスズキカップ                   |
| 5.       | 2015年10月13日 | ハノイ・ミーディン国立競技場                   | ベトナム        | 1–0      | 3–0      | 2018 FIFAワールドカップ・アジア2次予選 |

## タイトル

### 代表
タイ王国U-23
- 東南アジア競技大会: 2013

タイ王国
- 東南アジアサッカー選手権: 2014